# U-351
U-351 — средняя немецкая подводная лодка типа VIIC времён Второй мировой войны.

## История
Заказ на постройку субмарины был отдан 9 октября 1939 года. Лодка была заложена 4 марта 1940 года на верфи «Фленсбургер Шиффсбау», Фленсбург, под строительным номером 470, спущена на воду 27 марта 1941 года. Лодка вошла в строй 20 июня 1941 года под командованием оберлейтенанта Карла Хаузе.

### Командиры
- 20 июня — 14 декабря 1941 года Карл Хаузе
- 15 декабря 1941 года — 24 августа 1942 года капитан-лейтенант Гюнтер Розенберг
- 25 августа 1942 года — 25 мая 1943 года Эберхард Циммерман
- 26 мая — 5 октября 1943 года оберлейтенант цур зее Гютц Рот
- 13 декабря 1943 года — 30 июня 1944 года оберлейтенант цур зее Гельмут Вике
- 1 июля 1944 года — 19 марта 1945 года оберлейтенант цур зее Ганс-Юрген Шлей
- 20 марта — 5 мая 1945 года оберлейтенант цур зее Гуго Стрел

### Флотилии
- 20 июня 1941 года — 31 марта 1942 года — 26-я флотилия (учебная)
- 1 апреля 1942 года — 30 июня 1944 года — 24-я флотилия (учебная)
- 1 июля 1944 года — 28 февраля 1945 года — 22-я флотилия (учебная)
- 1 марта 1945 года — 5 мая 1945 года — 4-я флотилия (учебная)

### История службы
Лодка не совершала боевых походов, успехов не достигла. Затоплена в ходе операции «Регенбоген» 5 мая 1945 года в районе с координатами 54°53′ с. ш. 09°50′ в. д.. Остов разделан на металл в 1948 году.